# Evershot
Evershot – wieś w Anglii, w hrabstwie Dorset. Leży 19 km na północny zachód od miasta Dorchester i 189 km na południowy zachód od Londynu.